# 江西省革命委员会
江西省革命委员会是1968年1月至1979年12月间江西省的省级国家行政机关。

## 历任领导

### 前期
- 时间：1968年1月－1978年2月
- 主任：程世清（－1972年） → 佘积德（1972年6月－） → 江渭清（1974年12月－）
- 副主任：杨栋梁、黄先、于厚德、万里浪、文道宏（1970年4月－）、刘云（1970年4月－）、白栋材（1970年4月－）、潘世告（1970年4月－）、樊孝菊（1970年4月－）、涂烈（1970年4月－）、佘积德（1971年9月－）、杨尚奎（1971年9月－）、黄知真（1977年4月－）、彭梦庾（1977年8月－）、李毅章（1977年8月－）、狄生（1977年8月－）、刘俊秀（1977年8月－）、倍俊杰（1977年8月－）、方志纯（1977年8月－）

### 后期
- 时间：1978年2月－1979年2月
- 主任：江渭清
- 副主任：白栋材、黄知真、刘俊秀、方志纯、倍俊杰、彭梦庾、李毅章、王昭荣、赵志坚、万里浪、马继孔（1978年12月－）、傅雨田（1978年12月－）、刘仲侯（1978年12月－）